# Fighting Man (清木場俊介の曲)
「Fighting Man」（ファイティング・マン）は、清木場俊介の通算15枚目となるシングル。2012年8月29日に発売された。

## 概要
前作「桜色舞うころ/メロディー」以来9ヶ月ぶりのリリースで、「エール」以来1年10ヶ月振りとなるオリジナル・シングル。
「初回限定盤」「通常盤」の2形態で発売。また「初回限定盤」「通常盤」で収録曲数が異なる（「初回限定盤」は4曲、「通常盤」は3曲）。店頭購入者特典として特典ポスターが付く。
シングルは、2012年9月10日付のオリコン週間シングルランキングで22位を記録した。

## 収録曲
1. Fighting Man
（作詞:清木場俊介 / 作曲:清木場俊介・川根来音）
フジテレビ系「ウチくる!?」8～9月度エンディングテーマ
親交が深いボクサー・長谷川穂積選手をイメージした楽曲となっている。ミュージック・ビデオにも、長谷川が登場しており、ミュージック・ビデオの撮影は丸1日をかけて行なわれた[3]。
2. Long Ride 〜エバビーチの果てに…〜
（作詞:清木場俊介 / 作曲:清木場俊介・川根来音）
3. ONE
（作詞:清木場俊介 / 作曲:川根来音 / 編曲:弥吉淳二）
4. あの日の僕ら
（作詞:清木場俊介 / 作曲:川根来音）
初回限定盤のみ収録。本作収録曲で唯一のアルバム未収録曲。

## 収録アルバム
- FIGHTING MEN（#1,2,3）